# Navadna leska
Navádna leska (znanstveno ime Corylus avellana) je listopadni grm z užitnimi plodovi, ki je pogost tudi v slovenskih gozdovih.

## Opis
Običajno navadna leska doseže od 3 do 8 m višine, redkeje celo do 15 m. Skorja je gladka in siva s številnimi belimi lenticelami. Listi z dvojno nazobčanim robom so okrogli in dosežejo premer med 6 in 12 cm. Obe strani listov sta poraščeni s finimi dlačicami. Cvetovi so enodomni in se razvijejo zgodaj spomladi, še pred olistanjem. Leska spada med vetrocvetke, kar pomeni, da se oprašuje s pomočjo vetra. Tako ima navadna leska na eni rastlini ločene moške cvetove s prašniki in ženske cvetove s pestiči. Moški cvetovi so združeni v precej velika socvetja, dolga med 5 in 12 cm, ki se razvijejo že poleti, prezimijo in se odprejo zgodaj spomladi. Ženski cvetovi pa so zelo majhni, veliki le med 1 in 3 mm. Skriti so v cvetnih brstih, iz katerih izraščajo majhne karminasto rdeče brazde. Plodovi, imenovani lešniki, so oreški. Dolgi so od 1,5 do 2,5 cm in rastejo v skupinah od 1 do 5 skupaj. Ko dozorijo, takoj odpadejo. Proces od oprašitve do polne zrelosti traja med 7 in 8 mesecev.
V Sloveniji navadna leska uspeva na sveži, globoki in bogati podlagi, do 1000 m nadmorske višine.

## Razširjenost in uporabnost
Leska je pionirska vrsta, ki hitro preraste izpraznjeni prostor v krajini. Pomembno vlogo ima na gozdnem robu, kjer varuje gozd pred vetrolomi, pa tudi sicer v gozdu preprečuje erozijo in izsuševanje tal.
Listi so hrana za gosenice številnih metuljev. Lešniki so bogat vir beljakovin, maščob, ogljikovih hidratov in vitamina B6. Uporabljajo se za pripravo sladic in drugih jedi, mogoče pa jih je jesti tudi neobdelane. Z njimi se prehranjujejo tudi številne živali. Olje, pridobljeno iz lešnikov vsebuje vitamine kot so B1, B6 in E ter minerale, med katerimi je največ magnezija in kalija. Poleg tega se uporablja v kozmetičnih produktih, pa tudi za nego kože in masaže.
Les leske se uporablja za izdelavo košev, grabelj, košar, pa tudi za kurjavo. Iz leskovega lesa se pridobiva tudi najboljše oglje.
Cvetni prah leske je pogost alergen, najpogostejši simptomi preobčutljivosti pa so solzenje, smrkanje in kihanje.